# 세제곱센티미터
세제곱센티미터(영국 영어: cubic centimetre, 미국 영어: cubic centimeter, 프랑스어: centimètre cube), 기호: cm3)는 부피의 SI 유도 단위로, 한 변이 1 센티미터인 정육면체의 부피에 해당한다. 1 세제곱센티미터는 ⁠1/1,000,000⁠ 세제곱미터, 또는 ⁠1/1,000⁠ 리터, 1 밀리리터와 같은 부피이다. 약자는 cm3지만, 영어 약자인 cc(시시)도 많이 사용된다. 그래서 큐빅센티미터라고 언급하기도 한다.

## 유니코드 문자
세제곱센티미터 기호는 유니코드에서 코드 포인트 U+33A4 ㎤ square cm cubed ❰ ㎤ ❱에 대응한다.

## 같이 보기
- 밀리리터